# 사막의 태양
사막의 태양(러시아어: Белое солнце пустыни, The White Sun of the Desert)은 러시아(구 소련)에서 제작된 블라디미르 모틸 감독의 1970년 액션, 모험, 코미디 영화이다. 아나톨리 쿠즈넷소브 등이 주연으로 출연하였다.
액션, 코미디, 음악, 드라마, 기억할 만한 인용이 한데 섞여있는 이 영화는 러시아의 박스오피스에서 상당한 성공을 거두었다. 주제곡 Ваше благородие, госпожа Удача 또한 히트를 쳤다.

## 출연

### 주연
- 아나톨리 쿠즈넷소브

## 제작진
- 미술: 버타 마네비치